# Kliutxovka (Orenburg)
|  | Per a altres significats, vegeu «Kliutxovka». |

Kliutxovka (en rus: Ключёвка) és un poble de l'óblast d'Orenburg, a Rússia, segons el cens del 2010 tenia 255 habitants, pertany al municipi de Nesterovka.